# Carlo Lauberg
Carlo Lauberg (italià: Carlo Giovanni Lauberg)  (Teano, 8 de setembre de 1762 - antic 1r districte de París, 2 de novembre de 1834). conegut en francès com Charles-Jean Laubert, va ser un científic i revolucionari italo-francès.

## Vida i obra
Lauberg va néixer a Teano (uns seixanta quilòmetres al nord de Nàpols), fill d'un militar, originari de França, que estava al servei del rei Carles III d'Espanya. Va estar a Roma per a fer d'ensenyant i va tornar a Nàpols el 1784. A Nàpols, va ser professor privat de ciències i professor de química a  l'Acadèmia Militar Nunziatela, on va fer amistat amb Annibale Giordano. Entre els dos van fundar una escola privada en la que es parlava de matemàtiques, de química i de "doctrines democràtiques". Entre els dos van publicar un llibre en dos volums titulat Principi analitici delle matematiche (1792).
El 1794, les operacions policials van posar en evidència l'existència de dos clubs jacobins. dels quals n'eren impulsors Lauberg i Giordano, entre d'altres. La consequent repressió política va portar a Lauberg a l'exili a França i a Giordano a la presó.
A finals de 1798 va retornar a Nàpols amb l'exèrcit francès. Allà va fundar el periòdic Il Monitore Napoletano i va ser nomenat primer president del govern provisional de la República Partenopea. El 1799, amb la tornada de Ferran IV i la caiguda de la república, es va exiliar a França definitivament. A França, on cop nacionalitzat i sota el nom de Charles-Jean Laubert, va ser farmacèutic militar la resta de la seva vida, sota els auspicis de l'Acadèmia de Medicina.
El 1808 va ser nomenat farmacèutic en cap de l'exèrcit napoleònic a Espanya, on va freqüentar una petita societat acadèmica en la que va prendre contacte amb José Antonio Pavón i de Hipólito Ruiz López i arrel d'aquesta coneixença, va fer estudis sobre les plantes del gènere cincona (quininas) que estan a l'origen del descobriment de la quinina.
El 1812 va ser nomenat farmacèutic en cap de la Grande Armée i va participar en la campanya de Rússia, acabant sent empresonat a Leipzig.
El 1822, en fer-se un cordó sanitari als Pirineus per controlar la febre groga, va ser nomenat farmacèutic en cap de l'expedició.
Va morir a París el 1834 i, seguint els seus desigs, va ser enterrat humilment en terra amb la presència de només dotze persones per ell escollides.